# Чемпіонат світу з легкої атлетики в приміщенні 2018 — 1500 метрів (чоловіки)
Змагання з бігу на 1500 метрів серед чоловіків на Чемпіонаті світу з легкої атлетики в приміщенні 2018 у Бірмінгемі відбулись 3 та 4 березня в Арені Бірмінгем.

## Рекорди
На початок змагань основні рекордні результати були такими:
| WIR | Гішам ель Герруж Марокко   | 3.31,18 | Штутгарт Німеччина | 2 лютого 1997  |
| CR  | Хайле Гебрселассіє Ефіопія | 3.33,77 | Маебасі Японія     | 7 березня 1999 |
| WL  | Едвард Чезерек Кенія       | 3.33,76 | Бостон США         | 9 лютого 2018  |

## Розклад
| Дата           | Час початку | Стадія |
| -------------- | ----------- | ------ |
| 3 березня 2018 | 11:10       | Забіги |
| 4 березня 2018 | 16:12       | Фінал  |

Вказаний місцевий час (UTC+0)

## Результати

### Забіги
Умови кваліфікації до наступного раунду: перші двоє з кожного забігу (Q) та троє найшвидших за часом з тих, які посіли у забігах місця, починаючи з третього (q).
Забіг 1
| Місце | Атлет                  | Країна             | Час     | Примітки |
| ----- | ---------------------- | ------------------ | ------- | -------- |
| 1     | Абдалааті Ігідер       | Марокко            | 3.40,13 | Q        |
| 2     | Аман Воте              | Ефіопія            | 3.40,20 | Q        |
| 3     | Бен Бланкеншип         | США                | 3.40,23 | q        |
| 4     | Марцин Левандовський   | Польща             | 3.40,78 | q        |
| 5     | Кріс О'Хейр            | Велика Британія    | 3.42,46 | q        |
| 6     | Даріо Івановскі        | Північна Македонія | 3.51,83 | PB       |
| 7     | Дей Туач Дей           | Південний Судан    | 3.56,10 | NIR      |
|       | Мохамед Ісмаіл Мохамед | Сомалі             | DNF     |          |

Забіг 2
| Місце | Атлет          | Країна    | Час     | Примітки |
| ----- | -------------- | --------- | ------- | -------- |
| 1     | Самуель Тефера | Ефіопія   | 3.44,00 | Q        |
| 2     | Вінсент Кібет  | Кенія     | 3.44,26 | Q        |
| 3     | Раян Грегсон   | Австралія | 3.44,44 |          |
| 4     | Марк Алькала   | Іспанія   | 3.45,49 |          |
| 5     | Якуб Голуша    | Чехія     | 3.45,84 |          |
| 6     | Калле Берглунд | Швеція    | 3.46,61 |          |
| 7     | Муса Хайдарі   | Косово    | 3.47,68 | NIR      |
| 8     | Гарві Діксон   | Гібралтар | 3.49,89 | NIR      |

Забіг 3
| Місце | Атлет             | Країна               | Час     | Примітки |
| ----- | ----------------- | -------------------- | ------- | -------- |
| 1     | Джейк Вайтман     | Велика Британія      | 3.47,23 | Q        |
| 2     | Крейг Енгельс     | США                  | 3.47,55 | Q        |
| 3     | Брахім Каазузі    | Марокко              | 3.47,65 |          |
| 4     | Михайло Солошенко | Киргизстан           | 4.05,52 |          |
|       | Бенжамін Ензема   | Екваторіальна Гвінея | DQ      |          |
|       | Оддом Сат         | Камбоджа             | DQ      |          |
|       | Садік Міху        | Бахрейн              | DNS     |          |
|       | Аянлех Сулейман   | Джибуті              | DNS     |          |

### Фінал
| Місце | Атлет                | Країна          | Час     | Примітки |
| ----- | -------------------- | --------------- | ------- | -------- |
| 1     | Самуель Тефера       | Ефіопія         | 3.58,19 |          |
| 2     | Марцин Левандовський | Польща          | 3.58,39 |          |
| 3     | Абдалааті Ігідер     | Марокко         | 3.58,43 |          |
| 4     | Аман Воте            | Ефіопія         | 3.58,64 |          |
| 5     | Бен Бланкеншип       | США             | 3.58,89 |          |
| 6     | Джейк Вайтман        | Велика Британія | 3.58,91 |          |
| 7     | Крейг Енгельс        | США             | 3.58,92 |          |
| 8     | Кріс О'Хейр          | Велика Британія | 4.00,65 |          |
| 9     | Вінсент Кібет        | Кенія           | 4.02,32 |          |